# Вепски језик
Вепски језик (vepsän kel') спада у групу балто-финских језика. Користе га Вепси из Карелије, Лењинградске и Вологодске области. Најсличнији су му карелски, фински, естонски, ижорски и водски.
Вепском језику прети нестанак, будући да су већина изворних говорника представници старије генерације; деца ређе говоре језик. Сви Вепси у Русији говоре руски као матерњи језик. Вепски језик је уврштен у Црвену књигу језика руских народа и сматра се језиком са прекинутом писаном традицијом.

## Писмо
У употреби од 2007. године:
| A a | B b | C c | Č č | D d | E e | F f | G g |
| H h | I i | J j | K k | L l | M m | N n | O o |
| P p | R r | S s | Š š | Z z | Ž ž | T t | U u |
| V v | Ü ü | Ä ä | Ö ö | ’   |     |     |     |